# 甘楽吉井バイパス
甘楽吉井バイパス（かんらよしいバイパス）は、群馬県高崎市吉井町本郷から同県甘楽郡甘楽町福島を結ぶバイパスである。

## 概要

### 道路諸元
- 起点 : 群馬県高崎市吉井町本郷（本郷交差点）
- 終点 : 群馬県甘楽郡甘楽町福島（福島北跨線橋交差点）
- 延長 : L=3.2km
- 規格 : 第4種1級
- 標準道路幅員 : W=25.0~27.0m
- 車線数 : 4車線
- 車線幅員 : W=3.25m
- 設計速度 : V=60km/h

### 概説
本郷交差点から福島北跨線橋交差点に至る全体3.2kmのうち、片山交差点を境にして起点側2.0km区間を吉井工区、終点側1.2km区間を甘楽工区として、それぞれ整備が進められた。このうち甘楽工区は2006年度より工事着手して2009年2月に開通し、吉井工区は2008年度より工事着手し2017年11月まで段階的に開通した。
なお、事業費縮減の為に一部区間では、それまでの町道を改良・活用している。
現状で起点側は現道に直接接続していないが、群馬県西部県民局が主体となって2002年から事業を実施している都市計画道路「吉井北通り線」が国道254号バイパスとして県道高崎神流秩父線まで1.5km延伸された。2012年2月2日に提示された県事業調書によれば、この区間は2015年度内の事業完了を目標としていたが、予定しているルート上には相当数の住宅等が多数存在した事や、埋蔵文化財調査が必要な事から、2年伸びて2017年11月9日に完成・開通している。なお、この区間は暫定開通はせず、4車線での供用となる。

## 沿革
- 2000年（平成12年） : 事業化
- 2009年（平成21年）2月21日 : 甘楽工区の該当する甘楽郡甘楽町大字造石-同町大字福島間（L=1.2km）が開通。
- 2011年（平成23年）4月19日 ： 吉井工区のうち、高崎市吉井町片山地内（L=1.2km）が開通。同町本郷の市道から接続。
- 2017年（平成29年）11月9日 : 高崎市吉井町本郷（本郷交差点）から0.7km区間が4車線化され、甘楽吉井バイパスの全事業が完了。

## バイパスの位置関係
（東京方面）藤岡バイパス - （現道） - 甘楽吉井バイパス - 富岡バイパス（佐久方面）
先述の通り起点側は現道に直接接続せず、現時点では本郷交差点から県道吉井安中線を介して国道現道に接続している。起点からは本バイパスの延長上にある都市計画道路吉井北通り線（県道吉井安中線の支線扱い）が開通しているが、こちらも国道の現道には接続していない。吉井北通り線はさらに東方向へ延伸して上信電鉄との交点付近で右に迂回して線路を跨いだ後に高崎市吉井町矢田地内で国道254号現道と接続する計画（L=1.35㎞）が検討されていたが、都市計画道路の変更により区間が短縮され、現在の高崎市吉井町池までの区間で終点となり、現道に接続しないこととなった。

## 交差する主な道路
- 群馬県道171号吉井安中線（本郷交差点）
- 群馬県道203号金井高崎線（片山交差点・造石交差点）
- 国道254号富岡バイパス（福島跨線橋北交差点）